# آرثر هاينيمان
آرثر هاينيمان (بالإنجليزية: Arthur Heineman)‏ هو مخترِع ومهندس معماري أمريكي، ولد في 1878، وتوفي في 1972.